# Arquidiocese de Cusco
A Arquidiocese de Cusco (Archidiœcesis Cuschensis) é uma arquidiocese da Igreja Católica situada em Cusco, no Peru. Seu atual arcebispo é Richard Daniel Alarcón Urrutia. Sua Sé é a Catedral de Cusco.
Possui 79 paróquias servidas por 138 padres, contando com 96,5% da população jurisdicionada batizada.

## História
A diocese de Cuzco foi eregida em 5 de setembro de 1536. Originalmente era sufragânea da arquidiocese de Sevilha.
Em 14 de maio de 1541 cede uma parte do seu território em vantagem da ereção da diocese de Lima (atualmente arquidiocese).
Em 12 de fevereiro de 1546 passou a fazer parte da província eclesiástica da arquidiocese de Lima.
Em 1 de julho de 1547, em 27 de junho de 1552 e em 20 de julho de 1609 cede várias porções de território em vantagem da ereção das dioceses, respectivamente, do Paraguai (atual arquidiocese de Assunção), de La Plata ou Charcas (hoje arquidiocese de Sucre) e de Huamanga (hoje arquidiocese de Ayacucho).
Em 1598 foi instituído o seminário diocesano, dedicado a santo António abade.
Em 7 de outubro de 1861 e em 5 de janeiro de 1900 cede partes de seu território em vantagem da ereção da diocese de Puno e da prefeitura apostólica de Santo Domingo de Urubamba (hoje vicariato apostólico de Puerto Maldonado).
Em 23 de maio de 1943 é elevado ao posto de arquidiocese metropolitana com a bula Inter praecipuas do Papa Pio XII.
Em 28 de abril de 1958 e em 10 de janeiro de 1959 ainda cedeu porções de território para a criação de, respectivamente, diocese de Abancay e da Prelazia Territorial de Sicuani.

## Prelados
|                    | Nome                                          | Período     | Notas                              |
| Arcebispos         | Arcebispos                                    | Arcebispos  | Arcebispos                         |
| ------------------ | --------------------------------------------- | ----------- | ---------------------------------- |
| 7º                 | Richard Daniel Alarcón Urrutia                | 2014-atual  |                                    |
| 6º                 | Juan Antonio Ugarte Pérez                     | 2003 - 2014 |                                    |
| 5º                 | Alcides Mendoza Castro †                      | 1983 - 2003 |                                    |
| 4º                 | Luis Vallejos Santoni †                       | 1975 - 1982 |                                    |
| 3º                 | Ricardo Durand Flórez, S.J. †                 | 1966 - 1975 | Nomeado Arcebispo de Callao        |
| 2º                 | Carlos María Jurgens Byrne, C.Ss.R. †         | 1956 - 1965 | Nomeado Arcebispo de Trujillo      |
| 1º                 | Felipe Santiago Hermosa y Sarmiento †         | 1943 - 1956 |                                    |
| Bispos-auxiliares  |                                               |             |                                    |
|                    | Lizardo Estrada Herrera, O.S.A.               | 2021-atual  |                                    |
|                    | Juan Antonio Ugarte Pérez                     | 1986 - 1991 | Nomeado Bispo-auxiliar de Yauyos   |
|                    | Severo Aparicio Quispe, O. de M.              | 1978-1999   |                                    |
|                    | Elías Prado Tello                             | 1963-1972   | Nomeado Bispo-auxiliar de Huancayo |
|                    | José Calixto Orihuela Valderrama, O.E.S.A.    | 1819-1821   | Elevado a Bispo                    |
| Bispos             |                                               |             |                                    |
| 36º                | Felipe Santiago Hermosa y Sarmiento †         | 1935 - 1943 |                                    |
| 35º                | Pedro Pascual Francesco Farfán †              | 1918 - 1933 | Nomeado Arcebispo de Lima          |
| 34º                | José Gregorio Castro, O.F.M. †                | 1910 - 1917 |                                    |
| 33º                | Juan Antonio Falcón †                         | 1893 - 1909 |                                    |
| 32º                | Pedro José Tordayo †                          | 1875 - 1880 |                                    |
| 31º                | Julián de Ochoa †                             | 1865 - 1875 |                                    |
| 30º                | Eugenio Mendoza Jara †                        | 1838 - 1854 |                                    |
| 29º                | José Calixto de Orihuela, O.S.A. †            | 1821 - 1838 | [ 1 ]                              |
| 28º                | José Pérez Armendáriz †                       | 1806 - 1819 |                                    |
| 27º                | Bartolomé María de las Heras Navarro †        | 1789 - 1806 | Nomeado Arcebispo de Lima          |
| 26º                | Juan Manuel Moscoso y Peralta †               | 1778 - 1789 | Nomeado Arcebispo de Granada       |
| 25º                | Agustín Gorrichátegui †                       | 1770 - 1776 |                                    |
| 24º                | Juan Manuel Jerónimo de Romaní y Carrillo †   | 1763 - 1768 |                                    |
| 23º                | Juan de Castañeda Velásquez y Salazar †       | 1749 - 1762 |                                    |
| 22º                | Pedro Morcillo Rubio de Suñón †               | 1742 - 1747 |                                    |
| 21º                | José Manuel de Sarricolea y Olea †            | 1734 - 1740 |                                    |
| 20º                | Bernardo Serrada, O. Carm. †                  | 1725 - 1733 |                                    |
| 19º                | Gabriel de Arregui y Gutiérrez, O.F.M. Obs. † | 1716 - 1724 |                                    |
| 18º                | Melchor de la Nava y Moreno †                 | 1714        | [ 2 ]                              |
| 17º                | Juan González Santiago †                      | 1705 - 1707 |                                    |
| 16º                | Manuel de Molinedo Angulo †                   | 1670 - 1699 |                                    |
| 15º                | Bernardo de Izaguirre Reyes †                 | 1662 - 1669 | Nomeado Arcebispo de Sucre         |
| 14º                | Agustín Muñoz Sandoval †                      | 1659 - 1661 |                                    |
| 13º                | Pedro de Ortega Sotomayor †                   | 1651 - 1658 |                                    |
| 12º                | Juan Alonso y Ocón †                          | 1643 - 1651 | Nomeado Arcebispo de Sucre         |
| 11º                | Diego Montoyo Mendoza †                       | 1640        | [ 2 ]                              |
| 10º                | Fernando de Vera y Zuñiga †                   | 1629 - 1638 |                                    |
| 9º                 | Lorenzo Pérez de Grado †                      | 1619 - 1627 |                                    |
| 8º                 | Fernando Mendoza González, S.J. †             | 1609 - 1618 |                                    |
| 7º                 | Antonio de Raya Navarrete †                   | 1594 - 1606 |                                    |
| 6º                 | Gregorio de Montalvo Olivera, O.P. †          | 1587 - 1592 |                                    |
| 5º                 | Sebastián Lartaún †                           | 1570 - 1583 |                                    |
| 4º                 | Mateo Pinello †                               | 1565 - 1569 |                                    |
| 3º                 | Francisco Ramírez †                           | 1562 - 1564 |                                    |
| 2º                 | Juan Solano, O.P. †                           | 1544 - 1562 | [ 3 ]                              |
| 1º                 | Vicente Valverde Álvarez, O.P. †              | 1537 - 1541 |                                    |
| Vigário Apostólico |                                               |             |                                    |
|                    | José Sebastian de Goyeneche y Barreda †       | 1832 - 1838 |                                    |